# La Tragédie optimiste (film)
Pour les articles homonymes, voir La Tragédie optimiste.
Pour plus de détails, voir Fiche technique et Distribution.
La Tragédie optimiste (en russe : Оптимистическая трагедия, Optimisticheskaya tragediya) est un film soviétique réalisé par Samson Samsonov, sorti en 1963 et dont le scénario est inspiré de la pièce éponyme de Vsevolod Vichnevski,.
Le film détient la première place par le nombre de spectateurs en 1963 (46 millions). Il est présenté au Festival de Cannes 1963 où il reçoit le prix de la meilleure évocation d'une épopée révolutionnaire,.

## Synopsis
L'action se passe en 1918. À bord du navire de guerre Gromoboï (Brise-tonnerre) dirigé par des marins anarchistes, une femme arrive nommée commissaire par le Comité central du parti bolchévique ; elle a été chargée de réorganiser le détachement naval dans le premier régiment de la Marine. Elle fait face à une tâche difficile : gagner l'autorité des marins et éradiquer l'anarchie. Parmi les officiers restant à bord du navire se trouve le lieutenant Bering qui a servi dans la flotte impériale[incompréhensible] sur le cuirassé Empereur Paul Ier. Il doit devenir le commandant et, avec la commissaire envoyée, diriger le régiment au front dans la région de la mer Noire.
Le chef des anarchistes provoque une tentative de viol collectif de la commissaire, mais la commissaire tire à bout portant sur l'un des violeurs, après quoi elle prononce une phrase devenue célèbre : « Eh bien, qui d'autre veut essayer le corps du commissaire ? »
L'homme de main du chef, le syphilitique Siply, propose de tuer la commissaire, mais le chef rejette cette offre sous prétexte qu'un nouveau commissaire serait alors envoyé, et que « cette femme est précieuse pour nous, car elle a une tendance anarchiste. »
Une tentative d'explication a lieu entre la commissaire et le chef. La conversation implique Siply et le marin anarchiste Alexeï. Le chef : « Explique-moi ce qui se passe ici ? Sommes-nous en train de donner notre tête pour votre pouvoir ? Nous la donnons. Et vous nous fixez encore des conditions. » Siply : « Nous étions alcoolisés et tatoués sur des bateaux. Prenons notre balle en paix. » Alexeï : « Je ne fais confiance à personne. Ni à vous ni à eux. C'est lui qui nous a envoyés pour te faire peur ». La commissaire : « Nous fixons les conditions parce qu'elles sont acceptées. Parce qu'on nous suit. Parce que nous savons où aller. Et il faut travailler avec les gens qui sont là. »
Par ordre du commandement, l'équipage, réorganisé en régiment, quitte le navire et se dirige vers le front.

## Fiche technique
- Titre : La Tragédie optimiste
- Titre original : Оптимистическая трагедия (russe)
- Réalisation : Samson Samsonov
- Scénario : Samson Samsonov, Sophia Vichnevetskaïa (ru), Vsevolod Vichnevski
- Photographie : Vladimir Monakhov (ru)
- Musique : Vassili Dekhterev (ru)
- Direction artistique : Ippolit Novoderezhkine (ru), Sergueï Voronkov (ru),
- Costumes : Valentin Pereletov (ru)
- Son : Grigori Korenblum
- Chansons : Mikhaïl Matoussovski
- Musique : Orchestre symphonique académique de Moscou
- Chef orchestre : Veronika Doudarova
- Montage : Antonina Kamagorova
- Sociétés de production : Mosfilm
- Pays d'origine :  Union soviétique
- Langue : russe
- Format : Noir et blanc - Mono - 35 mm
- Genre : Drame
- Durée : 121 minutes
- Sortie : 1963

## Distribution
- Margarita Volodina : commissaire
- Boris Andreïev : le chef anarchiste
- Viatcheslav Tikhonov : Alexeï
- Vsevolod Sanaev : Siply
- Orvo Björninen (ru) : Vainonen
- Vsevolod Safonov : Bering
- Ivan Zhevago : bosco
- Daniïl Netrebine (ru) : Riaboï
- Grigori Mikhaïlov : vieux matelot
- Piotr Sobolevski : médecin de bord
- Erast Garine : Vojatchok, le petit chef
- Oleg Strijenov : premier officier du pont
- Gleb Strijenov (ru) : second officier
- Valentin Belokhvostik : meneur
- Alekseï Glazyrine : meneur
- Veronika Boujinskaïa : femme en noir
- Dmitri Orlovski (ru) : vieux matelot
- Viktor Choulguine (ru) : grand matelot
- Manefa Sobolevskaïa (ru) : femme au port
- Iosif Vankov : matelot tatoué
- Vladimir Grave (ru)
- Leonid Kniazev (ru)
- Nikolaï Khriachtchikov (ru)
- Vladimir Prikhodko
- Youri Kireïev
- Nikolaï Kondratiev
- Piotr Kononykhine
- Alexeï Milioukhine
- Vadim Novikov
- Vladimir Skouridine
- Alexandre Stroïev
- Ivan Bytchkov
- Vladimir Demidovski
- Ivan Bondar
- Semion Svatchenko
- Vladimir Zabavine
- Anatoli Sakhnovsky
- Evgueni Zosimov